# Такеда Нобухіро (1965)
Нобухіро Такеда (яп. 武田 亘弘, нар. 22 березня 1965, Осака) — японський футболіст, що грав на позиції воротаря.
Виступав за клуби «Хонда» та «Сересо Осака».

## Ігрова кар'єра
У дорослому футболі дебютував 1987 року виступами за команду клубу «Хонда», в якій провів сім сезонів, взявши участь у 78 матчах чемпіонату.
1994 року перейшов до клубу «Сересо Осака», за який відіграв чотири сезони. Завершив професійну кар'єру футболіста виступами за команду «Сересо Осака» у 1997 році.
Також був гравцем у футзал. У складі національної збірної Японії брав участь у чемпіонаті світу 1989 року.